# Мирное (Кролевецкий район)
Мирное (укр. Мирне) — посёлок,
Буйвалевский сельский совет,
Кролевецкий район,
Сумская область,
Украина.
Код КОАТУУ — 5922681504. Население по переписи 2001 года составляло 23 человека .

## Географическое положение
Посёлок Мирное находится на расстоянии в 0,5 км от сёл Буйвалово и Николаенково.
По селу протекает пересыхающий ручей с запрудой.
К селу примыкает несколько небольших лесных массивов.
В 3-х км проходит автомобильная дорога М-02 (E 101).